# جیل کرایباس
 جیل کرایباس (انگلیسی: Jill Craybas؛ زاده ۴ ژوئیهٔ ۱۹۷۴) یک تنیس‌باز اهل ایالات متحده آمریکا است.